# 太阳岛 (拉萨)
太阳岛是拉萨河中的河心岛，位于拉萨市江苏路南侧的西藏军区大院以西，仙足岛西北，金珠东路以南，南面的川藏公路隔拉萨河与该岛相望。

## 简介
该岛东西长，南北短。该岛北部有两座桥与拉萨市区连接，东部有一座桥与仙足岛连接。
每到周末，拉萨市许多市民会到太阳岛上游玩。很多游人来到靠近“三只耳”之处乘坐游船。但人多时只能排队等候游船，且该岛缺乏旅游服务设施。2009年，有报道称太阳岛金珠一路西端南侧将建设一处游船码头，游船码头平面呈半圆形，延伸到拉萨河河面，码头配有管理用房、公共厕所、垃圾收集点等公共服务设施。